# Nikolaj Krestinskij
Nikolaj Nikolajevič Krestinskij (rusky Николай Николаевич Крестинский, 13. říjnajul./ 25. října 1883greg., Mogilev – 15. března 1938, Moskva) byl bolševický revolucionář a sovětský politik a diplomat.

## Životopis

### Původ
Krestinskij se narodil v Mogilevu. Podle oficiálních dokumentů byl etnickým Rusem. Jiné záznamy píší o ukrajinském původu, Vjačeslav Molotov a Felix Čujev byli zase přesvědčeni, že Krestinského rodina konvertovala od judaismu k pravoslaví.

### Revolucionář a politik
Krestinskij se stal členem Ruské sociálně demokratické dělnické strany roku 1903, téhož roku přistoupil k jejímu bolševickému křídlu. Po únorové revoluci, která sesadila cara, byl Krestinskij zvolen do bolševického ústředního výboru. Po konci ruské občanské války podporoval Krestinskij Lva Trockého. Roku 1921 se stal velvyslancem v Německu. Krestinskij podporoval mimo Trockého také levou opozici, ale roku 1927 se od ní začal distancovat. Nakonec se s ní následujícího roku definitivně rozešel.

### Proces
Krestinskij pracoval jako diplomat až do roku 1937, kdy byl během velké čistky zatčen a během čtvrtého moskevského procesu souzen. Zatímco téměř všichni připustili svou vinu, Krestinskij vše popřel. Dne 12. března 1938 prohlásil: „Neuznávám svou vinu. Nejsem trockista. Nikdy nejsem nebyl členem trockistického antisovětského bloku, o němž ani nevím, že existuje. Nespáchal jsem ani jeden zločin, který je mi kladen za vinu a nespolupracuji s německou tajnou službou.“ Hned druhý den se však Krestinskij přiznal: „Včera, pod vlivem okamžitého horlivého pocitu falešné hanby a mým slabým zdravím jsem neřekl pravdu. Ano, já jsem vinný.“ Není možné říci, proč Krestinskij změnil názor. Každopádně byl odsouzen k trestu smrti a 15. března 1938 popraven. Během Chruščovovy destalinizace byl částečně rehabilitován, úplně očištěn byl během Gorbačovovy perestrojky.